# 秋田港站

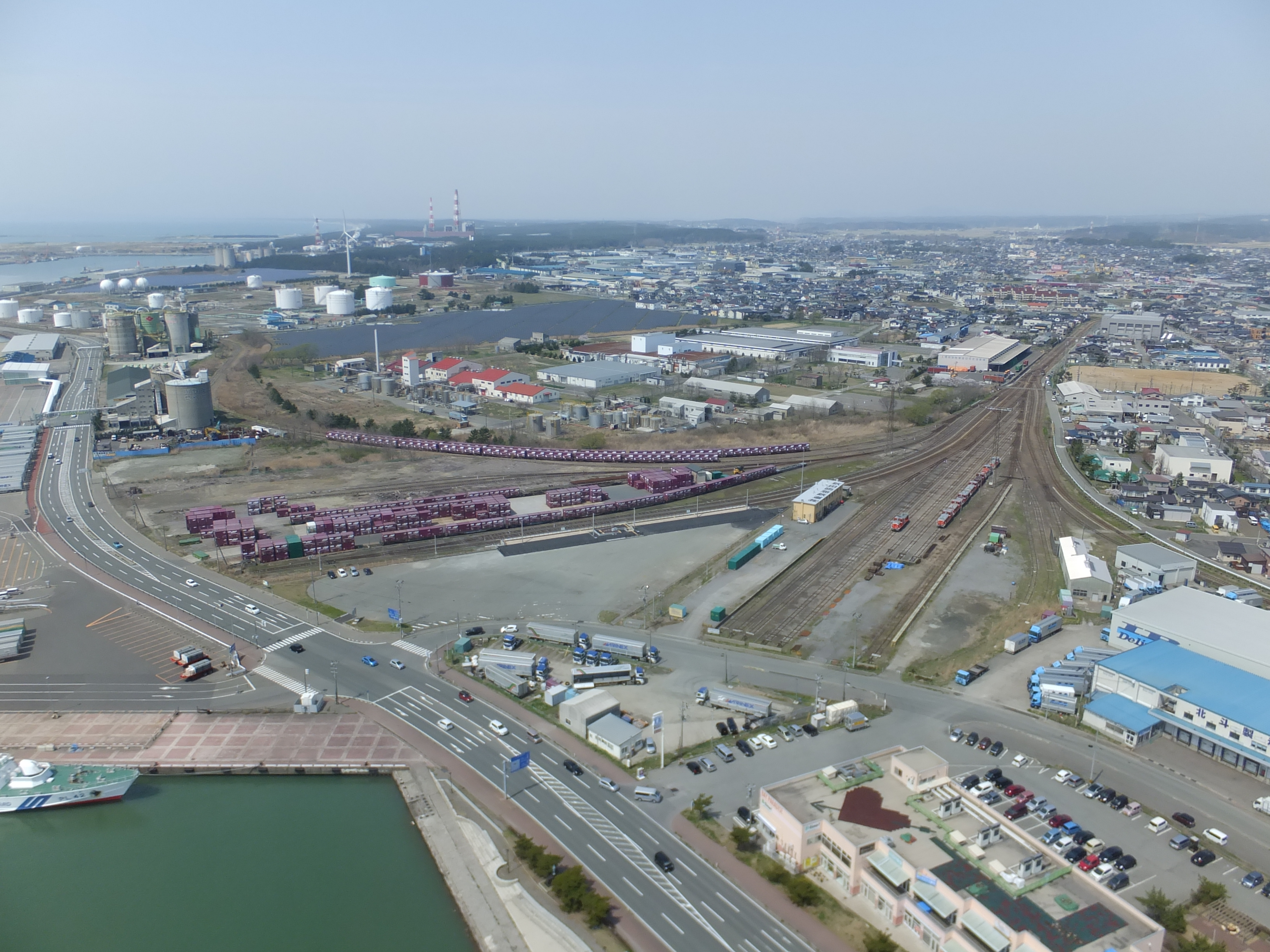
設施全景（2018年4月）

秋田港站（日语：／ Akitakō eki */?）是位於秋田縣秋田市土崎港西一丁目，日本貨物鐵道（JR貨物）和東日本旅客鐵道（JR東日本）奧羽本線貨物支線（通稱：秋田港線）的貨運車站。曾經秋田臨海鐵道線駛入此站。
基本上此站是貨運車站，但是也不定期設有由JR東日本營運的旅客車站，服務秋田港的遊輪乘客。

## 概要
此站是地面車站。當時行走於秋田臨海鐵道線上的貨車會在此站的編組場內進行調度。在站內設有秋田臨海鐵道的機關區、放置貨櫃的貨櫃場。另外，車站內調車工作由秋田臨海鐵道負責。
在1995年（平成7年）前，車站西邊曾經連接秋田住友烤工場的專用線，當時會運送甲醇。在國鐵時代，此站會連接秋田港埠頭內數條專用線。
此站長久以來沒有貨物起卸。在2011年（平成23年）發生東日本大地震，引發的海嘯使仙台臨海鐵道長期不能通行。該鐵道上的仙台埠頭站JR東日本車站改為在此站處理貨物。
秋田臨海鐵道在2021年3月起結束事業。因此在3月13日時間表修正起，再沒有定期貨物列車到發，在同年發售的《貨物時間表》再沒有秋田港線區間。

## 遊輪客專用的旅客列車
在車站啟用當初只處理車載貨物。在2017年（平成29年），於秋田港處開始有遊輪停泊，因此發表開設行走此站至秋田站之間的客運列車。此站搭建了臨時乘車處。在竿燈節的8月3至6日安排臨時試行列車行走，共有5個往返班次。使用此站只限遊輪乘客，為全日本首條以運送旅客而活用貨物線的例子。
在2018年JR東日本取得第二種鐵道事業許可，站內正式設置可容納4卡編成的月台。在4月18日起，專用車輛「秋田遊輪號」開始正式行走。
另外，對於非遊輪乘客，在2018年7月最尾星期六日於秋田港舉行海之祭典「海洋節」2018，當時安排了接駁列車行走，專用車輛使用了「秋田遊輪號」車輛。而該列車為團體列車，只可於View Plaza處購買旅行商品才可乘坐。商品包括秋田站至秋田港站的來回車票，車票上會標記秋田⇒土崎。沒有限制坐位與班次。在2019年也舉行相同活動。
但是，2020年度起由於2019冠狀病毒病流行，影響郵輪業，暫時再沒有遊輪停泊港口。在旅客列車中，除了「秋田臨海鐵道特別公開 2020」的團體臨時列車外再沒有車輛停泊此站。

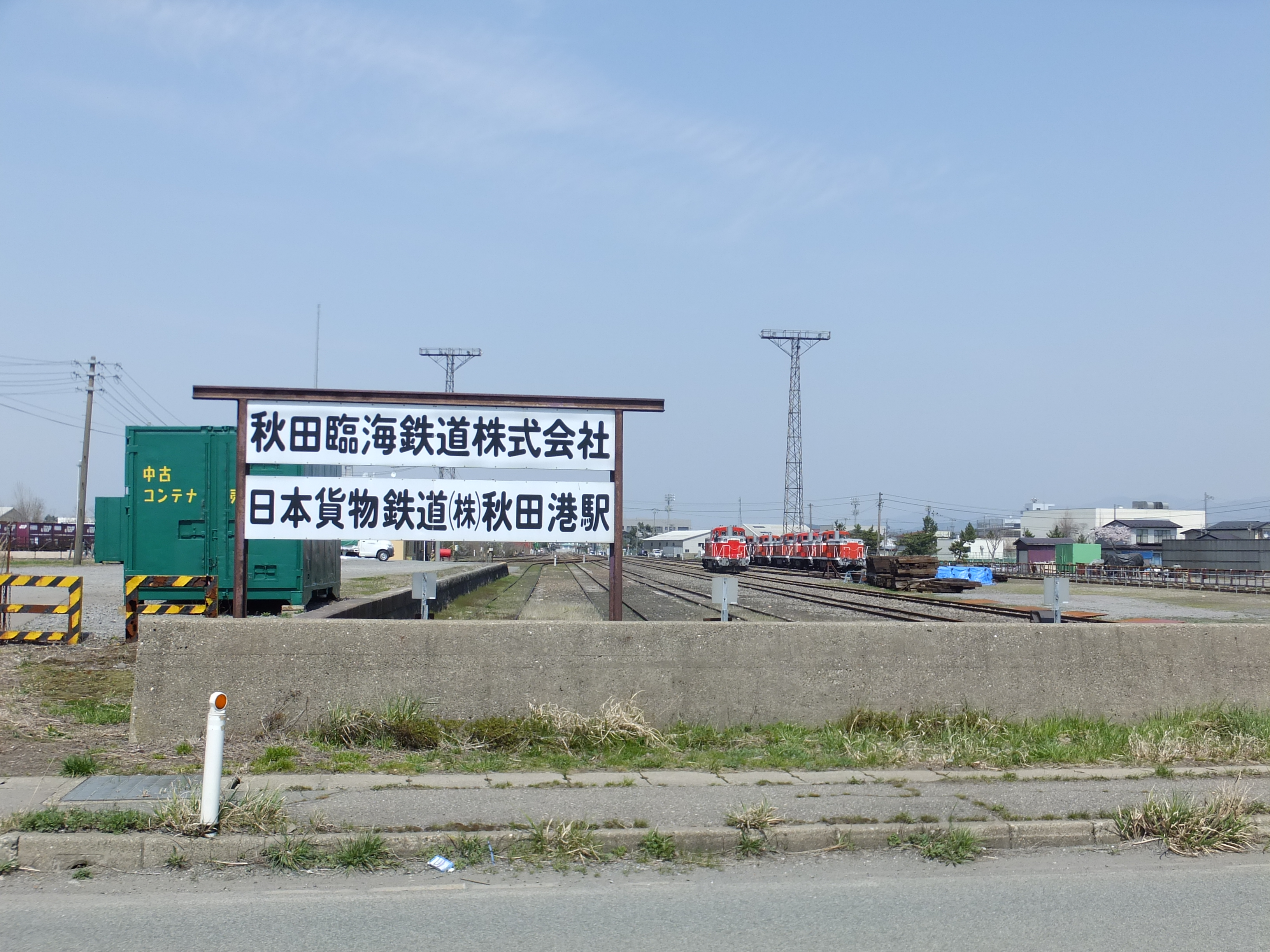
從前的貨物起卸業務
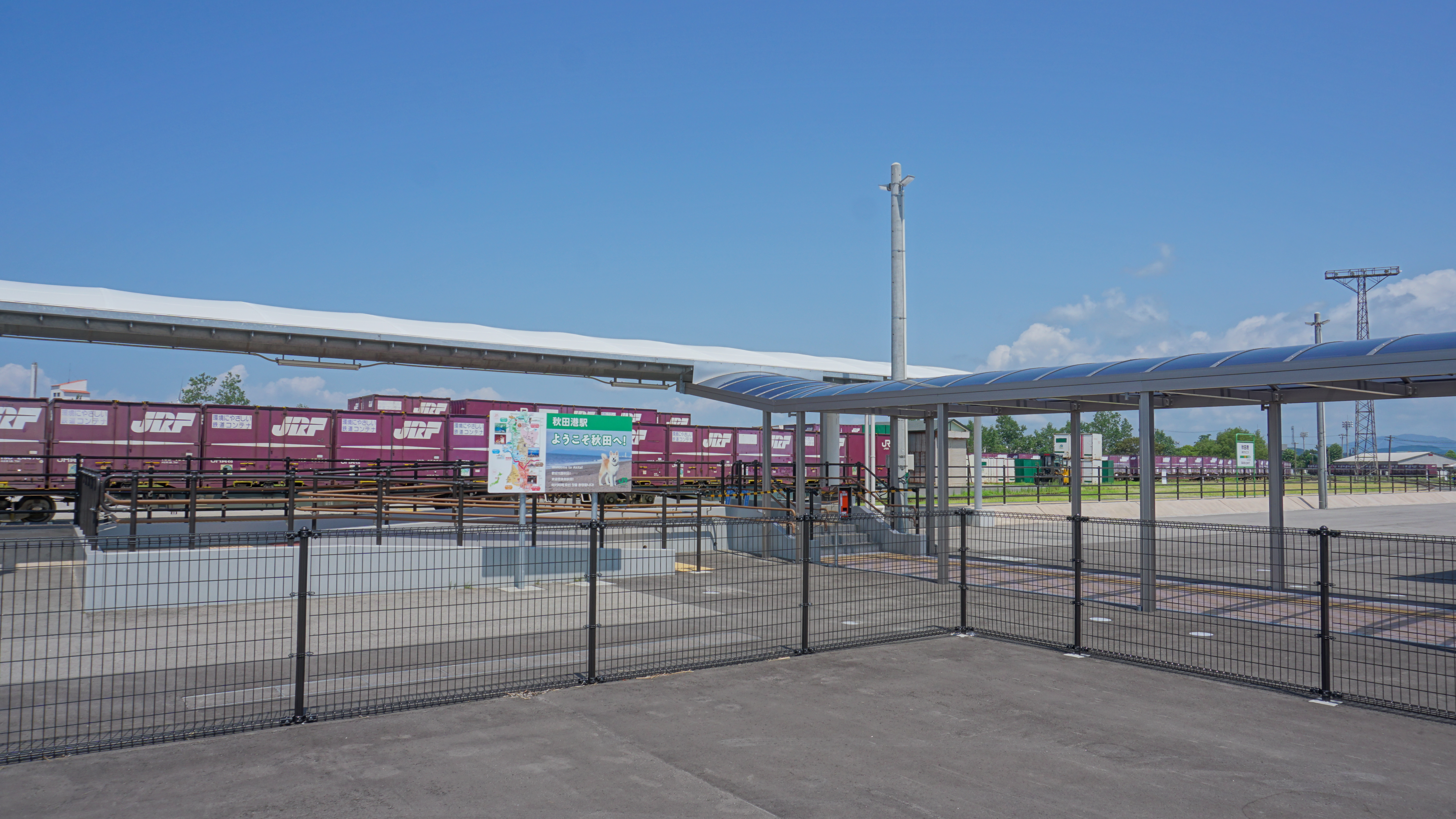
2018年建設可容納4卡的月台
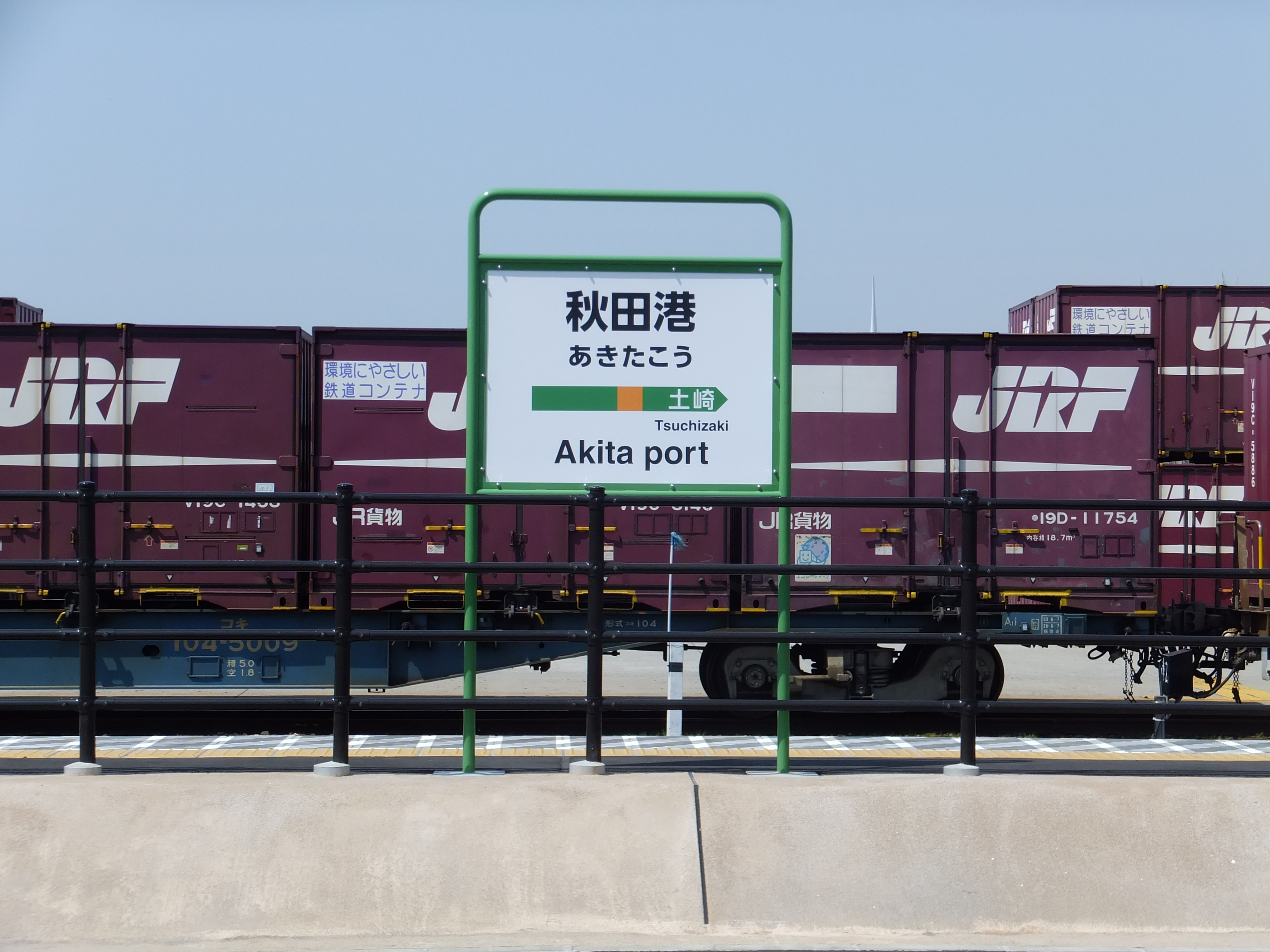
站名牌

## 歷史
在昭和前期有許多貨運列車使用此站，以運送貨物從秋田港前往煉油處和冶煉廠。後來隨著八橋油田產量下降，貨運列車班次也減少了。

### 年表
- 1907年（明治40年）4月10日：國鐵雄物川行李處理處（日语：／）啟用[7]。
- 1919年（大正8年）10月15日：升級至車站，成為雄物川站[8]。當時為貨運車站。
- 1942年（昭和17年）4月1日：開始處理小行李（當時為一般車站）。
- 1944年（昭和19年）4月1日：車站改名為秋田港站。
- 1954年（昭和29年）9月1日：不再處理小型行李（回到變成貨運車站）。
- 1971年（昭和46年）7月7日：秋田臨海鐵道線啟用。
- 1987年（昭和62年）4月1日：伴隨國鐵分割民營化，車站由日本貨物鐵道（JR貨物）營運。
- 2017年（平成29年）8月3日-6日：為了接送停泊秋田港的遊輪乘客，開設行走於此站至秋田站之間的旅客列車，在上述4日之間，每日共有5個往返班次[4]。
- 2018年（平成30年）
  - 1月26日：JR東日本申請在2018年4月18日至同年11月3日之間成為第二種鐵道事業（此站至土崎站之間）[5]。
  - 4月18日：專用車輛「秋田遊輪號（日语：ジョイフルトレイン#あきたクルーズ号）」開始運送來自秋田港的遊輪乘客[9][10][11]。
- 2019年（平成31年）3月8日：JR東日本申請在2019年4月11日至同年11月15日之間成為第二種鐵道事業（此站至土崎站之間）[12]。
- 2020年（令和2年）10月17日-18日：為了秋田臨海鐵道創業50年紀念，舉行「秋田臨海鐵道特別公開 2020」，參加者乘坐團體臨時列車從秋田站前往此站[13]。當年由於2019冠狀病毒病（COVID-19）流行，沒有遊輪停泊於秋田港。因此上述團體列車成為當年唯一一次設有旅客列車的班次（而第二種鐵道事業許可的時期不詳）。
- 2021年（令和3年）
  - 3月12日：此站再沒有定期貨物列車到發。
  - 3月31日：秋田臨海鐵道（日语：秋田臨海鉄道）業務終結，翌日起成為日本貨物鐵道（JR貨物）單獨車站[14]。而此年度也沒有遊輪停泊秋田港。

## 車站周邊
- 秋田港中島埠頭
  - 中島埠頭遊輪碼頭
  - 道之驛秋田港　港口塔SELION（日语：セリオン (秋田市)）（秋田市港口塔）
- 秋田市北部市民服務中心（日语：秋田市北部市民サービスセンター）
- 土崎港歷史傳承館
- 秋田臨港警署（日语：秋田臨港警察署）
- 秋田海上保安部

在毎年7月20日、21日舉行「土崎港曳山節」時，曳山（山車）會橫過秋田港線。

## 相鄰車站
日本貨物鐵道
奧羽本線 貨物支線
土崎－秋田港

### 曾經存在的路線
秋田臨海鐵道
秋田臨海鐵道線（北線）
秋田港－中島埠頭
秋田臨海鐵道線（南線）
秋田港－向濱

## 注腳